# Féas
Féas är en kommun i departementet Pyrénées-Atlantiques i regionen Nouvelle-Aquitaine i sydvästra Frankrike. Kommunen ligger i kantonen Aramits som tillhör arrondissementet Oloron-Sainte-Marie. År 2018 hade Féas 386 invånare.

## Befolkningsutveckling
Antalet invånare i kommunen Féas
| Referens: INSEE |